# Cirenaika
Cirenaika ili Kirenaika (arap. برقه, Barqah; grč. Κυρηναϊκή) je istočna libijska regija (područje), odnosno bivša provincija (muhafazah ili wilayah) do 1963. godine. Cirenaika je danas podijeljena između nekoliko današnjih upravnih jedinica (tzv. Sha'biyata). Područje joj se u prošlosti protezalo do krajnjega juga Libije, pa uključuje cijeli istočni dio zemlje.
Naziv Cirenaika potječe od riječi Cirena ili Kirena (grč. Cyrene), koja je bila starogrčka kolonija, dok arapski naziv Barqah potječe od Barce, koja je bila glavnim gradom u doba kalifata. Kufra, važna oaza za put preko Sahare, nalazi se u južnome pustinjskom području Cirenaike.

## Vanjske poveznice
- Arheološki projekt - Cirenaika  Arhivirana inačica izvorne stranice od 21. siječnja 2013. (Wayback Machine)
- Cirenaika (Livius.org)  Arhivirana inačica izvorne stranice od 31. prosinca 2008. (Wayback Machine)
- Cirenaika (Lexiorient.com)  Arhivirana inačica izvorne stranice od 21. listopada 2006. (Wayback Machine)
- Cirenaika (Encarta.msn.com)
- Dinamički zemljovid na Encarti (Encarta.msn.com)